# Alan Bible Botanical Garden
De Alan Bible Botanical Garden is een op woestijnen gerichte botanische tuin gesitueerd in de Alan Bible Visitor Center, Lake Mead National Recreation Area, 601 Nevada Highway, Boulder City, Nevada, Verenigde Staten. De tuin is genoemd naar de Amerikaanse senator Alan Bible (1909-1988).
In de tuin staan voornamelijk cactussen, maar er staan ook woestijnbomen en struiken uit de streek. De tuin heeft ook lokale planten verspreid over het recreatiegebied.